# Кобна колиба
Кобна колиба је 51. епизода серијала Мали ренџер (Кит Телер) објављена у Лунов магнус стрипу бр. 143. Епизода је изашла у бившој Југославији у априлу 1975. године, имала 107 страна и коштала 6 динара (0,85 DEM; 0,35 $). Насловница представља репродукцију оригиналне Донталијеве насловнице. Аутор није познат. Издавач је био Дневник из Новог Сада. Ово је други део епизоде, која је започела у ЛМС-142.

## Оригинална епизода
Оригинална епизода под називом Rangers in agguato (Ренџери у заседи) изашла је премијерно у Италији у издању Sergio Bonnelli Editore у фебруару 1968. године под редним бројем 51. Коштала је 200 лира (1,28 DEM; 0,32 $). Епизоду је нацртао Франческо Гамба, а сценарио написао Андреа Лавецоло. Насловницу је нацртао Франко Донатели.

## Кратак садржај
Ова епизода представља наставак епизоде из ЛМС-142.
Након што их је Кит игром случаја спречио да живог сахране Марка Брента (сада познатог под именом Сид Картер), преостала четворица из некада злогласне ”Банде петорице”, успевају да пронађу Брента у кући доктора Кенингема и убијау га. (Кит касније сазнаје да четворка заправо и није хтела да га убије, већ да га живог сахрани како би им одао где се налазо новац које су заједно опљачкали.) У том из Роксвел Тауна долази Ромина, богата наследница која је била верена за Сида. Када сазнаје да је убијен, заклиње се да ће га осветити (не знајући да је вереник некада био разбојник) и нуди 10.000 долара да се пронађе убица.
За то време, преостала тројка (Лефти, Бул, и Кери) још увек не зна где је Марк сакрио њихово богатство. Међусобна сумња да је неко од њих ипак сазнао где је новац их разједа, те њих тројица почињу да пуцају један на другог у једној старој колиби. Једини преживели је шериф Гордон (Лефти), који се враћа у Корнвел Грин са намером да и даље глуми шерифа који не зна ништа о мистериозном покушају сахране Сида Картера. Кит наставља да сумња у шерифа. Прича добија завршницу када се из колибе у град враћа још један преживели сведок убиства Лефтија и Була.

## Репризе
Ова епизода поново је објављена у Италији у оквиру If edizione бр. 26. у јулу 2014. године. Насловницу је нацртао Масимо Ротундо. Ова едиција репризрана је у Хрватској. Број 26. је изашао је у 2018. год. под називом Ренџери у засједи (стр. 3-100). У Србији епизоде Кит Телера још увек нису репризиране.